# 尼泊爾鐵路運輸
尼泊爾全國只有兩條铁路路線。兩條路線也是在南方德賴平原(與印度比哈爾邦相接)，由國有的尼泊爾鐵路公司營運，該國首都兼最大城市加德滿都並未有任何鐵路經過。

## 現有路線
由比哈爾邦的賈伊納加爾至賈納克布爾線，最初軌距是2英尺6英寸（762），後拓寬至5英尺6英寸（1,676），該線也將通過比賈爾普拉延長至巴爾達巴斯。
拉克奥尔巴扎尔至西爾西亞線是一條軌距5英尺6英寸（1,676）的貨運铁路，印度的貨品通過西爾西亞口岸後便進入尼泊爾。
但首都加德滿都沒有铁路。

## 建議中的路線
一條連接西藏拉薩和印度，途經加德滿都的路線也在研究中(中尼鐵路)。